# Lago di Valencia
Il lago di Valencia o  lago di Tacaraigua è un lago al confine tra gli stati di Carabobo e Aragua nel nord del Venezuela.

## Geografia
È il terzo lago del Venezuela dopo il lago di Maracaibo e quello artificiale creato dalla  diga di Guri.
Il lago di Valencia è situato in una delle valli dell'Aragua che si snodano tra le due catene montuose parallele in cui si suddivide la Cordigliera della Costa. Sulle sponde di nord-est si affaccia la città di Maracay.
È un lago endoreico (privo di emissari) situato a 413  m sul livello del mare con un bacino idrografico di 2.646 km², una lunghezza di circa 30 km, una larghezza di circa 20 km, un'area di 350 km² e con profondità media e massima di 18 m e 39 m. Al suo interno si incontrano delle piccole isole alcune delle quali abitate.
L'immissario più importante è il fiume Aragua a cui si aggiungono altri fiumi tra cui El Limón, Guacara, Güigüe, Mariara e Turmero i cui nomi ricordano le città che essi attraversano prima di confluire nel lago.

## Storia
Il lago si è formato circa 2-3 milioni di anni fa a seguito di cedimenti della crosta terrestre e si è prosciugato completamente in diversi periodi della sua storia geologica.
Dal 1976 il livello del lago di Valencia si è alzato a causa del cambio di direzione subito dalle acque di alcuni vicini bacini idrografici.
Attualmente funge da riserva d'acqua per i centri urbani circostanti come quelli di Maracay e Valencia.

## Ecologia
Il lago soffre a causa dell'eccessiva proliferazione delle alghe dovuta al continuo afflusso di acque non trattate provenienti dai centri urbani circostanti, dalle attività agricole e industriali, e responsabile dell'attuale processo di  eutrofizzazione, contaminazione e salinizzazione del lago.
Nonostante la pittoresca ubicazione tra le catene parallele della Cordigliera Litorale a nord e della Cordigliera Interiore a sud nelle quali si suddivide la Cordigliera della Costa, la scarsa qualità dell'acqua del lago di Valencia ne ostacola il turismo e le attività ricreative.
A causa dell'inquinamento e di altre attività legate alla mano dell'uomo, quasi il 60% delle specie ittiche indigene sono scomparse tra il 1960 e il 1990. Fra i pesci che popolano il lago si incontrano la tetra diamante, molto comune negli acquari, e due specie di pesci gatto totalmente endemici, la Lithogenes valencia e la Pimelodella tapatapae.